# 1988年ソウルオリンピックのハンガリー選手団
1988年ソウルオリンピックのハンガリー選手団（1988ねんソウルオリンピックのハンガリーせんしゅだん）は、1988年9月17日から10月2日にかけて韓国のソウルで開催された1988年ソウルオリンピックのハンガリー選手団、およびその競技結果。

## 概要
今大会は金メダル11個、銀メダル6個、銅メダル6個の合計23個のメダルを獲得した。

## メダル
| メダル | 選手名                     | 競技 | 種目                 |
| ------ | -------------------------- | ---- | -------------------- |
| 金     | ヨージェフ・サボー         | 競泳 | 男子200m平泳ぎ       |
| 金     | タマス・ダルニュイ         | 競泳 | 男子200m個人メドレー |
| 金     | タマス・ダルニュイ         | 競泳 | 男子400m個人メドレー |
| 金     | クリスティーナ・エゲルセギ | 競泳 | 女子200m背泳ぎ       |
| 銀     | カロリー・ギュトレル       | 競泳 | 男子100m平泳ぎ       |
| 銀     | クリスティーナ・エゲルセギ | 競泳 | 女子100m背泳ぎ       |